# 미국 국립사적지

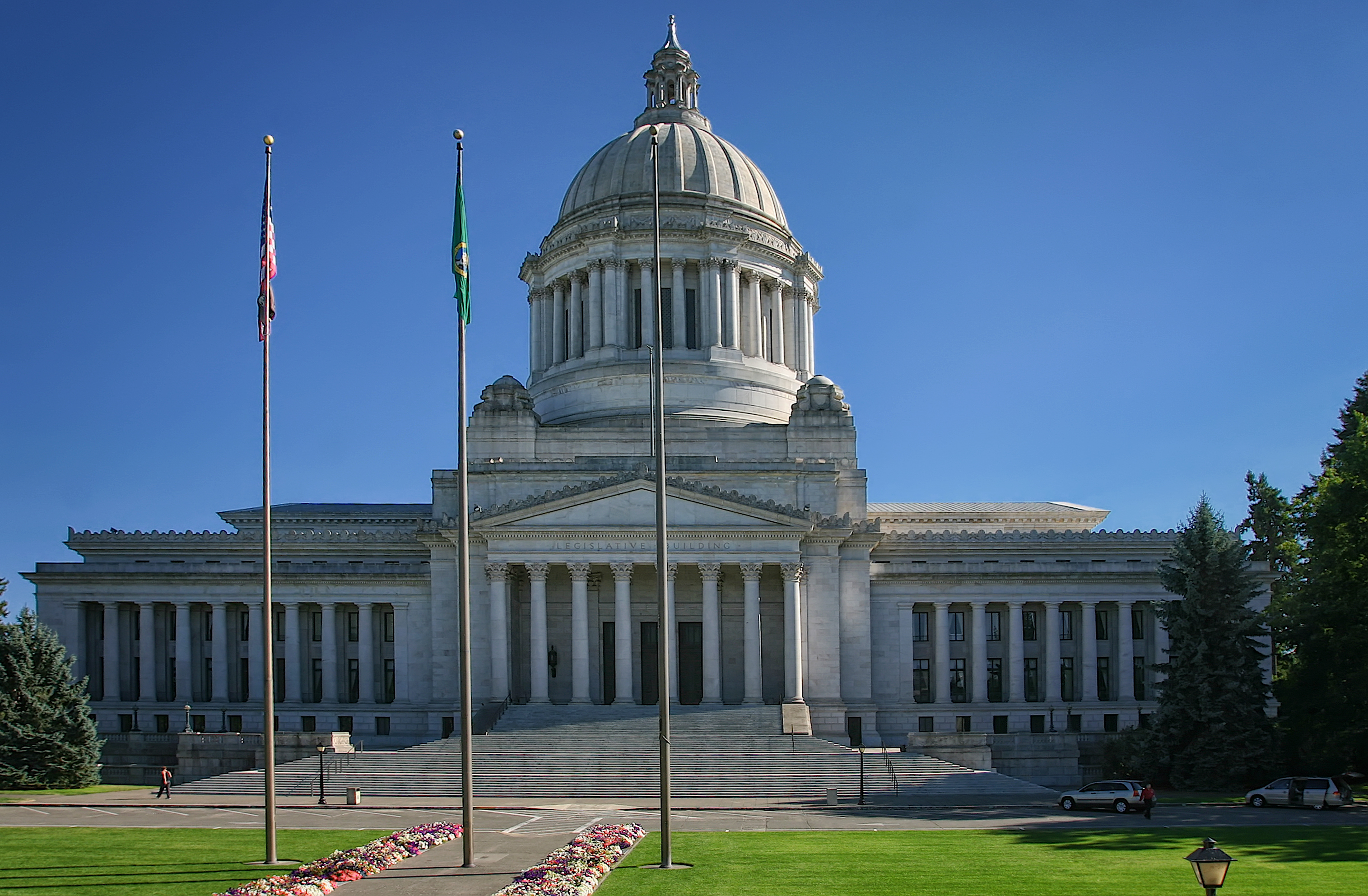

미국 국립사적지(영어: National Register of Historic Places, NRHP)는 미국의 문화 유산 보호 제도이다.

## 개요
미국 정부가 보전할 가치가 있다고 생각되는 사적, 건축물 등의 공식 목록이다. NRHP에 등록된 자산의 소유자는 자산의 보전에 필요한 지출에 대한 조세 혜택을 받을 수 있다.

## 같이 보기
- 영국의 등록문화재
- 유산등록